# Existencialisme cristià

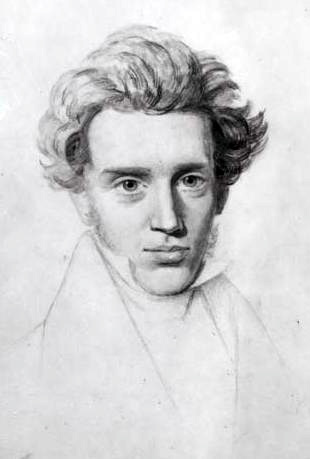
Søren Kierkegaard

L'existencialisme cristià és una escola de pensament que s'atribueix sovint a l'obra del filòsof danès Søren Kierkegaard (1813-1855).

## Temes kierkegaardians
Aquesta escola de pensament es basa en tres afirmacions principals fundades sobre la comprensió única que tenia Kierkegaard del cristianisme. La primera és que l'univers és fonamentalment paradoxal, i que la paradoxa més gran de totes és la unió transcendent de Déu i l'home en la persona de Crist. La segona és que tenir una relació personal amb Déu sobrepassa totes les morals, les estructures socials i les normes comunes establertes. La tercera és que seguir les convencions socials és essencialment una elecció estètica personal que fan els individus.
D'aquesta mateixa manera, Kierkegaard creia que cada persona ha de fer individualment les eleccions que realitzen la seva pròpia existència. Cap estructura imposada, fins i tot els manaments bíblics, no pot alterar la responsabilitat dels individus per buscar plaure Déu d'alguna manera personal i paradoxal. Cada individu pateix l'angoixa de la indecisió (concepció provinent de l'agnosticisme) fins que faci un «acte de fe» o «salt de fe» i afronti una tria particular. Tothom es troba davant la responsabilitat del seu lliure albir així com davant d'una elecció, però fins i tot errònia, cal fer-la perquè es pugui viure veritablement.
Kierkegaard expressava també la idea que tot ésser humà existeix sobre una de les tres esferes de l'existència: l'estètica, l'ètica i la religiosa. La majoria de la gent, deia ell, viu una vida estètica en l'immediat desig on res no té importància més que les aparences, els plaers i la felicitat. D'acord amb les exigències d'aquesta esfera la gent segueix les convencions socials. El filòsof danès considerava també la violació de les convencions socials per raons personals (per exemple per aconseguir fama, reputació o per esperit de rebel·lió) com eleccions estètiques personals. Molt més petit és el nombre de gent que viu en l'esfera ètica, que han decidit afirmar-se en tant que individus responsables, fan tot el que poden per realitzar coses bones i veuen més enllà de les superficials amabilitats i idees de la societat. En el pensament de Kierkegaard, evolucionar sobre l'esfera de l'ètica inclou la possibilitat d'una ètica de la situació ben portada, que deriva de les convencions socials. La tercera i més alta de les esferes és la de la fe. Per estar en aquesta esfera, Kierkegaard creia que cal donar la totalitat d'un mateix a Déu, esforç del cristianisme autèntic.